# 王晓 (1968年)
王晓（1968年5月—），男，山东枣庄人，中华人民共和国政治人物。中国科学技术大学工程热物理系毕业。在职研究生学历，北京大学经济学博士。曾任共青团中央书记处常务书记，全国青联主席，青海省人民政府副省长、党组成员，中共青海省委常委、中共西宁市委书记等职务。现任中共陕西省委常委、陕西省人民政府常务副省长。
王晓是中共十八大、十九大、二十大代表，第十一届全国政协常委，第十二届全国人大常委会委员，第十二届全国人大财政经济委员会委员，第十二届全国人大常委会代表资格审查委员会委员。

## 生平
1986年9月至1991年7月，在中国科学技术大学工程热物理系学习。其间，1989年8月至1991年7月，任全国学联副主席。1987年12月加入中国共产党。1991年7月参加工作，任青岛市供热办公室干部，任至1992年12月。其间，1991年7月至1992年4月，在青岛热电公司锻炼。
1992年12月至1993年7月，担任青岛高科技工业园区公用事业局综合部副部长。1993年7月至1995年3月，任青岛高科技工业园区管委会主任助理（正处级）。1994年9月至1995年3月，任工业园和崂山区重点工程建设指挥部常务副总指挥（主持工作）。
1995年3月，任共青团青岛市委副书记（主持工作）。1995年11月，升任共青团青岛市委书记。1997年12月至2000年10月，任共青团山东省委副书记。其间，1997年9月至2000年7月，在中国海洋大学经贸系企业管理专业研究生在职学习，获得管理学硕士学位；1999年2月至2000年1月，挂职担任共青团中央青工部副部长。
2000年10月至2002年12月，担任共青团中央青工部副部长。2002年12月至2003年7月，担任共青团中央青工部部长。2003年7月至2006年1月，担任共青团中央书记处书记。2006年1月至2009年1月，担任共青团中央书记处书记、全国青联副主席。其间，2006年9月至2007年1月，在中央党校省部级领导干部进修班学习。2009年1月至2月，担任共青团中央书记处常务书记、全国青联副主席。2009年2月，当选全国青联主席。2006.09-2012.07北京大学经济学院政治经济学专业在职研究生学习，获经济学博士学位
2013年5月，任中共青海省委常委，青海省人民政府副省长、党组成员。2015年5月，卸任青海省副省长、省政府党组成员职务，任中共青海省委常委兼中共西宁市委书记、西宁(国家级)经济技术开发区党工委书记。
2020年12月，调任中共陕西省委常委、宣传部部长。2022年2月，任陕西省人民政府党组副书记、副省长。